# Колыбельная (фильм, 1959)
«Колыбельная» — советский чёрно-белый художественный фильм 1959 года. Первая картина режиссёра Михаила Калика, снятая им после окончания ВГИКа.

## Сюжет
Фильм повествует о судьбе лётчика Дмитрия Лосева, надеющегося отыскать свою дочь Аурику, считавшуюся погибшей при бомбардировке роддома. Несмотря на прошедшие годы и отсутствие информации, Лосев отправляется на поиски, надеясь на чудо. Колыбельная, которую девочке пели в детстве, становится ключевым элементом сюжета, связывающим героя с прошлым и помогающим узнать дочь.

## Критика
Жорж Садуль написал про фильм: «Калик принадлежит к советской «новой волне». У него есть талант и темперамент. Это имя надо запомнить. «Колыбельная», показанная почти тайно, в информационной секции, заслуживала участия в самом Венецианском фестивале больше, чем другие фильмы».

## В ролях
- Николай Тимофеев — Лосев
- Виктория Лепко — Аурика (Аурика в детстве — Лидия Пигуренко)
- Любовь Румянцева — Аурика, дочь архивиста
- Екатерина Савинова — Ольга
- Юрий Соловьёв — сержант Михеев
- Ада Войцик — Екатерина Борисовна
- Татьяна Гурецкая — Зинаида Васильевна
- Иосиф Колин — старый аптекарь
- Михаил Трояновский — архивист
- Евгений Тетерин — Михаил Яковлевич
- Лев Круглый — Лёвка
- Светлана Светличная — Ната
- Владимир Заманский — Андрей Петряну
- Елена Измайлова — сотрудница отдела розыска
- Виталий Четвериков — Павел
- Владимир Ратомский — архивариус Дёмушкин
- Клавдия Половикова — Анфиса
- Константин Крамарчук — Георге Нистряну

## Съёмочная группа
- Авторы сценария: Авенир Зак, Исай Кузнецов
- Режиссёр-постановщик: Михаил Калик
- Второй режиссёр: Александр Матвеев
- Главный оператор: Вадим Дербенёв
- Композитор: Давид Федов
- Художники: Станислав Булгаков, Аурелия Роман
- Оператор: Дмитрий Моторный
- Звукооператор: Виталий Лаврик
- Директор картины: С. Курбатов
- Художественный руководитель: Сергей Юткевич
- Дирижёр: Вероника Дударова